# Liste der Monuments historiques in Cernay-la-Ville
Die Liste der Monuments historiques in Cernay-la-Ville führt die Monuments historiques in der französischen Gemeinde Cernay-la-Ville auf.

## Liste der Bauwerke
| Bezeichnung                | Beschreibung | Standort | Kennzeichnung | Schutzstatus   | Datum     | Bild           |
| -------------------------- | ------------ | -------- | ------------- | -------------- | --------- | -------------- |
| Kloster Les Vaux-de-Cernay |              | (Lage)   | PA00087395    | Inscrit Classé | 1926 1994 | weitere Bilder |
| Kirche St-Brice            |              | (Lage)   | PA00087396    | Inscrit        | 1928      | weitere Bilder |

## Liste der Objekte
- Monuments historiques (Objekte) in Cernay-la-Ville in der Base Palissy des französischen Kultusministeriums